# Estatut d'Autonomia de Catalunya de 1979
L'Estatut d'Autonomia de Catalunya fou una llei orgànica promulgada el 18 de desembre de 1979 que atorgava a Catalunya un règim d'autonomia. Va esdevenir la norma institucional bàsica de Catalunya, d'acord amb el que estableix el títol vuitè de la Constitució espanyola de 1978. Definia els drets i deures de la ciutadania de Catalunya, les institucions polítiques de la nacionalitat catalana, les seves competències i relacions amb l'Estat i el finançament de la Generalitat de Catalunya. Fou publicat al Diari Oficial de la Generalitat de Catalunya el 31 de desembre de 1979. L'Estatut d'Autonomia de Catalunya de 1979 és popularment conegut com Estatut de Sau.
Les institucions polítiques definides en l'Estatut integren la Generalitat de Catalunya.
El 18 de juny de 2006 la ciutadania catalana aprova en referèndum, després d'un llarg i polèmic procés de redacció i retallades, el nou Estatut d'Autonomia de Catalunya de 2006 que actualment, substitueix a l'Estatut de 1979 com a norma institucional bàsica de Catalunya. S'ha de tenir en compte, però, que el Tribunal Constitucional espanyol el va modificar força en una sentència del 2010, de manera que es pot dir que posteriorment Catalunya s'ha regit per un Estatut que no és el que van aprovar en referèndum els ciutadans.

## Història
La primera campanya pro estatut d'autonomia data de 1918, impulsada per la Mancomunitat de Catalunya amb el Projecte d'Estatut d'Autonomia de Catalunya de 1919.
Però no és fins que les primeres eleccions democràtiques a Corts des de 1936, el 15 de juny de 1977, donaren a Catalunya la majoria a les forces polítiques que preconitzaven el restabliment de la Generalitat i de l'autonomia, dissoltes el gener de 1939 per una llei de l'Estat espanyol.
La  diada de l'Onze de Setembre d'aquell mateix any, centenars de milers de catalans es manifestaren en aquell mateix sentit a la ciutat de Sant Boi de Llobregat sota el lema Llibertat, amnistia, Estatut d'Autonomia.
Aquests factors forçaren el Govern espanyol presidit per Adolfo Suárez al restabliment de la Generalitat provisional el 29 de setembre de 1977 i a permetre el retorn de l'exili del President Tarradellas, el seu nomenament "formal" com a President i la constitució d'un govern provisional per preparar aquest estatut i les posteriors eleccions de 1980.
El 18 de desembre de 1979, el rei Joan Carles I sancionà, com a llei orgànica de l'Estat, l'Estatut d'Autonomia de Catalunya (Llei Orgànica 4/1979, de 18 de desembre, publicada en el Boletín Oficial del Estado de 22 de desembre de 1979 i en el Diari Oficial de la Generalitat de Catalunya el 31 de desembre del mateix any).

## L'Estatut

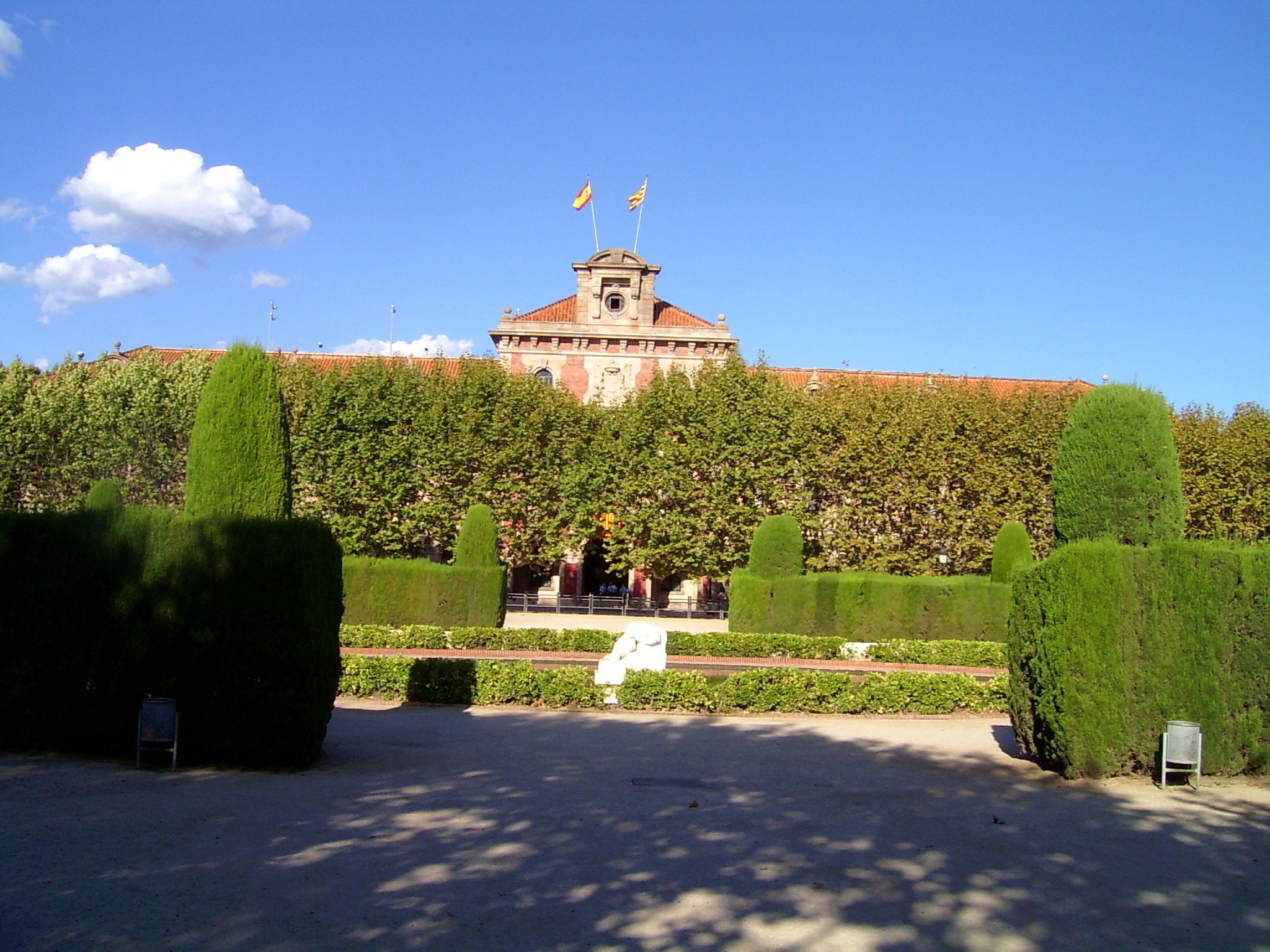
Parlament de Catalunya, situat al Parc de la Ciutadella, a Barcelona

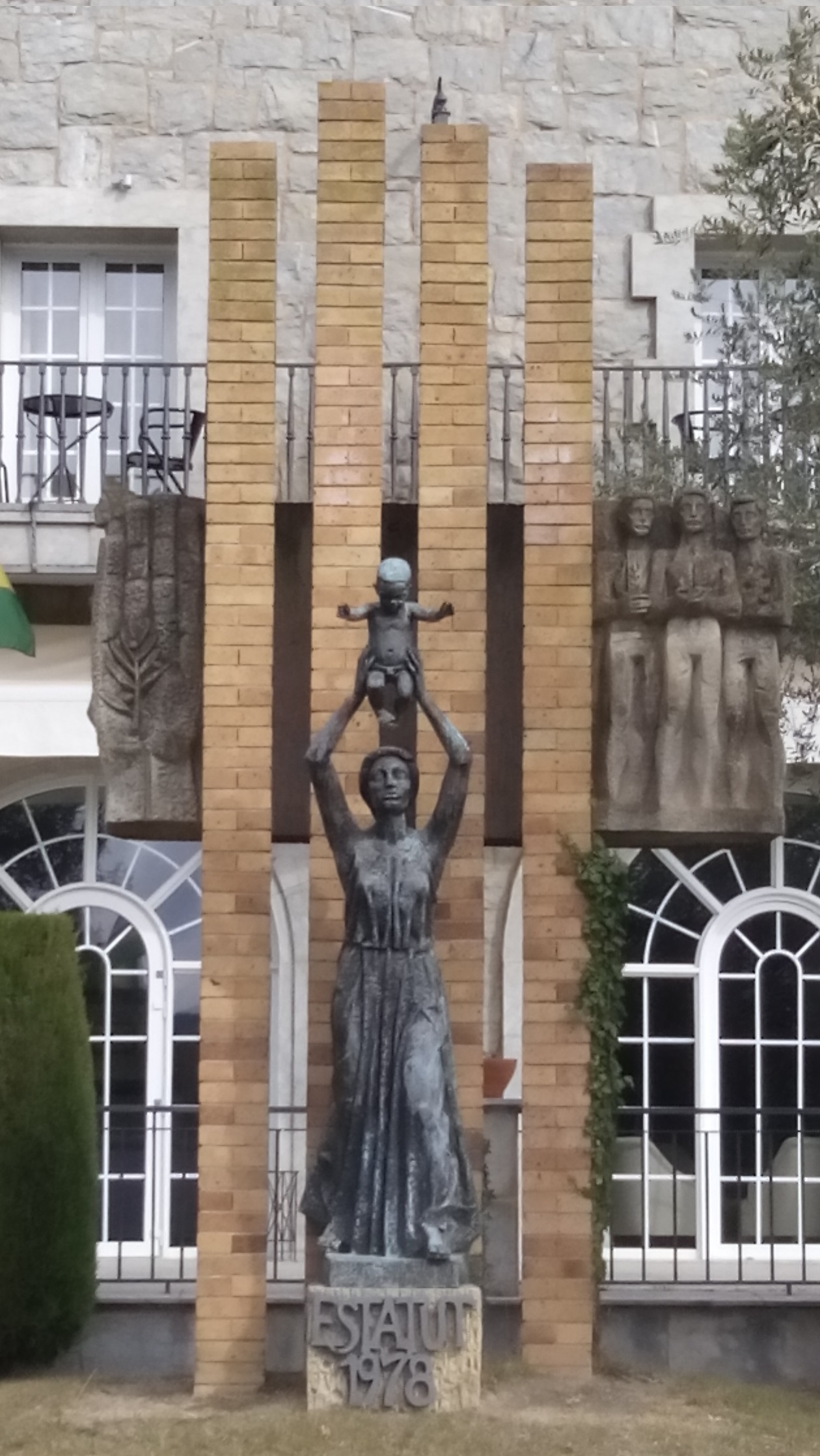
Monument en homenatge a l'Estatut de Sau davant del Parador de Turisme de Vic-Sau

L'Estatut d'Autonomia reconeix Catalunya com una nacionalitat que exerceix el seu autogovern constituïda en Comunitat Autònoma de l'Estat Espanyol.
A través del seu Estatut d'Autonomia, Catalunya accedeix al seu reconeixement com a poble amb una cultura, una història i una llengua pròpies.
La llei orgànica de l'Estatut d'Autonomia defineix les Institucions Catalanes, agrupades en la Generalitat, les competències i les relacions amb l'Estat espanyol. La institució encarregada d'aprovar, modificar o derogar les lleis és el Parlament de Catalunya. En cada legislatura s'aproven, es projecten, es proposen, es deroguen o es modifiquen les lleis de la legislatura anterior.
L'Estatut va ser aprovat pel poble català en un referèndum i ratificat per les Corts Generals el 25 d'octubre de 1979.
El projecte d'Estatut fou elaborat per diputats i senadors de les Corts espanyoles, la dita Comissió dels Vint, la qual va començar la tasca de redactar l'avantprojecte de l'Estatut el 8 de setembre del 1978. La primera redacció es va enllestir en reunions celebrades a Barcelona i, entre el 12 i 15 de setembre, es reuní al Parador de Turisme de la localitat de Vilanova de Sau per això és anomenat també Estatut de Sau, i de nou tornà a reunir-se a Barcelona entre el 26 de setembre i el 17 d'octubre. Així, seguia la tradició d'anomenar les cartes magnes catalanes pel nom del lloc on es van redactar, com ara l'Estatut de Núria de l'any 1932.
Els pares de l'Estatut o Comissió dels Vint van ser: Macià Alavedra (CDC), Miquel Roca Junyent (CDC), Laureà López Rodó (AP), Eduardo Martín Toval (PSC), Josep Andreu Abelló (PSC), Josep Maria Triginer i Fernández (PSC), Josep Benet (independent pel PSUC), Felip Solé Sabarís (PSC), Jaume Sobrequés (Independent pel PSC), Josep Subirats (PSC), Josep Sendra i Navarro (CDC), Jordi Solé Tura (PSUC), Josep Solé Barberà (PSUC), Dolors Calvet i Puig (PSUC), Josep Verde Aldea (PSC), Marcel·lí Moreta (UCD), Anton Cañellas (CC-UCD), Joaquim Arana (ERC), Manuel de Sárraga Gómez (UCD) i Carles Güell de Sentmenat (CC-UCD). En el procés d'elaboració de l'Estatut, però, varen tenir especial protagonisme els diputats Miquel Roca, Jordi Solé Tura i Eduard Martín Toval que formaven la troica que va dirigir l'elaboració de l'Estatut.

## Reforma de l'Estatut d'Autonomia
- El 30 de setembre del 2005 el Parlament de Catalunya va aprovar per 120 vots a favor i 15 en contra el Projecte de llei de nou Estatut d'autonomia de Catalunya.
- El 3 d'octubre del 2005 el president del Parlament de Catalunya, Ernest Benach Pascual va lliurar al Congrés dels Diputats d'Espanya el Projecte de llei.
- El 21 de gener del 2006 el president del Govern espanyol, José Luis Rodríguez Zapatero (PSOE), i el cap de l'oposició de Catalunya, Artur Mas (CiU), arriben a un preacord pel que fa a la definició de nació del projecte d'estatut i al model de finançament.

- El 18 de juny del 2006 la ciutadania catalana aprova en referèndum el nou Estatut d'Autonomia de Catalunya de 2006 negociat a Madrid, amb el suport del 73,9% dels sufragis. El nou text substitueix l'Estatut de Sau del 1979 com a norma institucional bàsica de Catalunya.